# Jan Gella
Jan Gella (ur. 22 kwietnia 1892 we Lwowie, zm. 21 sierpnia 1923 w Brzuchowicach) – polski poeta, pisarz, tłumacz związany ze Lwowem.

## Życiorys
Urodził się 22 kwietnia 1892 we Lwowie. Był poetą, pisarzem, nowelistą, felietonistą i tłumaczem związanym z tym miastem. Podczas I wojny światowej w 1915 podjął współpracę z czasopismem „Gazeta Poranna i Wieczorna” (późniejsza „Gazeta Poranna”) Po zakończeniu toczonej od listopada 1918 bitwy o Lwów podczas wojny polsko-ukraińskiej, stworzył publikację pt. Ruski miesiąc 1/XI – 22/XI 1918. Ilustrowany opis walk listopadowych we Lwowie z 2 mapami, która rozeszła się w sporej liczbie egzemplarzy. Tematyka historyczna był wyjątkiem w jego twórczości. W głównej mierze był poetą tworzącym wiersze o podłożu tematyki uczuciowej i miłosnej oraz charakterze sentymentalnym, także z dozą dowcipu. Wydał tomik poezji pt. Muszla i perła (wybór wierszy)". Jego twórczość liryczna charakteryzowała się aspektami psychologicznymi i filozoficznymi. Był także autorem słów piosenek. Ponadto pisał felietony. Jego publikacje ukazywały się w większości pism lwowskich. W dziedzinie prozy napisał utwór pt. Rozmowy o miłości (1922). Od połowy 1921 współpracował z tygodnikiem satyryczno-politycznym „Szczutek”. Tworzył także komedie: jednoaktowe pt. Rozwód (1922, sztuka w trzech aktach, której współautorem był Marian Cudek-Cudnowski)) i pt. Kabotyn (1922, mająca charakter groteski) oraz trzyaktowa pt. Kto zostanie posłem (także o charakterze groteski, wystawiona w Teatrze Nowości we Lwowie w listopadzie 1922). Ponadto tworzył farsy (Swatka w dwóch aktach z 1922, Kawalerskie mieszkanie w jednym akcie z 1923), rewie i jednoaktówki. W kwietniu 1920 objął redakcję lwowską pisma „Ilustrowany Przegląd Teatralny”, do tego czasu ukazującego się jako „Krakowski Przegląd Teatralny”). Wraz z Marianem Turskim wydał Album pamiątkowy miasta Lwowa z okazji „Targów Wschodnich” w 1921. Jako delegat lwowski brał udział w zjeździe Związku Zawodowego Literatów Polskich na początku lutego 1922 w Warszawie. Był także znany jako autor przekładów wierszy z języka francuskiego na polski. 23 listopada 1922 oddział lwowski ZZLP zorganizował we Lwowie XXVIII wieczór liryki francuskiej, podczas którego jako artysta dramatyczny wygłaszał recytacje według przekładów własnych i Kazimierza Nałęcz-Rychłowskiego.
Nieuleczalnie chory wiosną 1922 zrezygnował z pracy w redakcji „Gazety Porannej”. Ostatnie miesiące życia spędził na leczeniu w Brzuchowicach, gdzie zmarł 21 sierpnia 1923. Jego pogrzeb odbył się we Lwowie. Został pochowany na Cmentarzu Obrońców Lwowa.

Zgasł wczoraj talent młody, rokujący najpiękniejsze nadzieje – zmarł człowiek przedziwnej pogody ducha, nieskazitelnego charakteru, gołębiego serca. Nazwisko Jana Gelli, znane dobrze czytającej publiczności Lwowa, zrosło się niejako z życiem naszego miasta.

Jego żoną była Kazimiera z domu Szygowska (ur. 1890), a ich synem Aleksander (1922-2014, socjolog).